# Masafer Yatta
Masafer Yatta is een gebied op de Westelijke Jordaanoever van Palestina ten zuiden van Hebron. Het is een landbouw- en veeteeltgebied met ongeveer 23 verspreid liggende Palestijnse boerendorpjes met olijfboomgaarden en land waar herders hun kudden weidden. Het economische centrum van Masafer Yatta is de stad Yatta.
In 2022 had Masafer Yatta 1144 inwoners, waarvan de helft kinderen; ze leven er nog steeds voornamelijk in grotten en tenten. Voor het bouwen van een huis of een andere constructie hebben de grotbewoners een vergunning nodig van de bezetter, de Israëlische autoriteiten. Die worden echter niet toegekend. Ze leven er zonder infrastructuur, en onder bedreiging van verwoesting en deportatie. Zelfs voor een watertank bestaat een sloopbevel.

## Militaire bezetting door Israël
De Westelijke Jordaanoever werd in 1967 militair bezet door de staat Israël. Sindsdien worden er op Palestijns grondgebied Israëlische nederzettingen gesticht. De religieus-zionistische kolonisten uit deze nederzettingen intimideren en bedreigen de plaatselijke Palestijnse bevolking, veelal in het bijzijn of onder bescherming van soldaten van het Israëlisch defensieleger (IDF).
Na het sluiten van de Oslo-akkoorden (1993-1995), waarbij de Westelijke Jordaanoever (tijdelijk) in Zones A, B en C opgedeeld werd, kwam een groot deel van Masafer Yatta, voornamelijk landbouw- en veeteeltgebied van Palestijnse herders en boeren, te liggen in als zone-C aangewezen gebied, geheel onder controle van Israël. Dit gebied zou volgens de akkoorden na 5 jaar overgedragen worden aan de Palestijnse Autoriteit. Daar is tot op heden geen gevolg aan gegeven. Vredesonderhandelingen lopen op niets uit en Resoluties van de Verenigde Naties worden door Israël genegeerd.

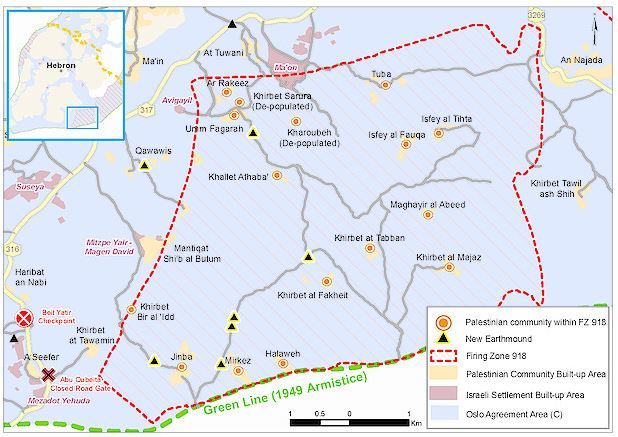
Deel van Masafer Yatta wat door Israël als 'Firing Zone 918' is verklaard, december 2017, bijgewerkt mei 2022

De Palestijnse inwoners van Masafer Yatta zijn van oudsher herders, die al generaties lang leven van het weiden van hun schapen en daarbij in grotten wonen. In 1970 werd 3.000 hectare (30.000 dunams) van Masafer Yatta, met daarin gelegen twaalf dorpjes met meer dan 1000 bewoners, tot Israëlisch militair gebied (Firing Zone 918) verklaard. De Israëlische Minister van Defensie Ehud Barak wilde in 2012, met permissie van het Hooggerechtshof, de bewoners van de dorpjes dwingen naar Yatta te verhuizen omdat zij geen 'voltijds' bewoners zouden zijn.

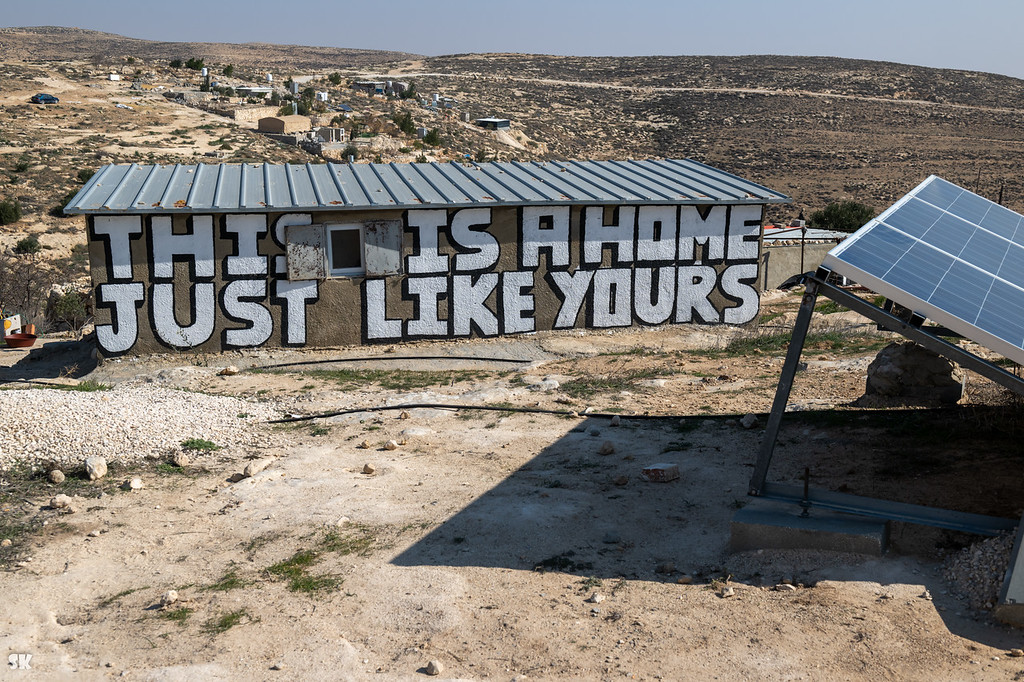
Een met verwoesting bedreigd huis in Khallet a-Dab`a, januari 2023

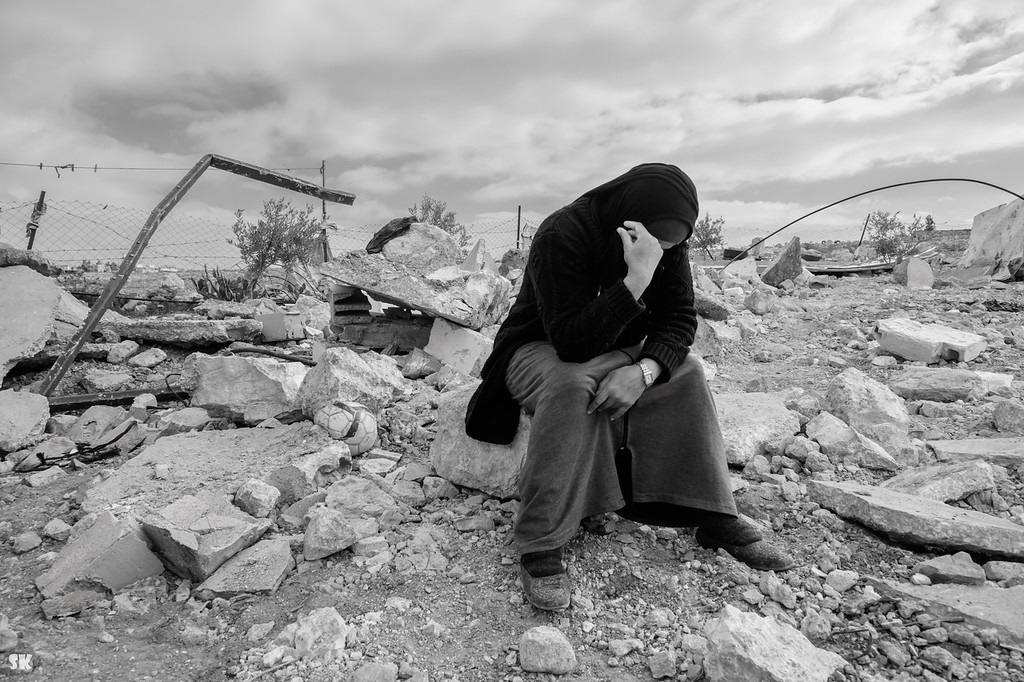
Een vrouw op de ruïnes van haar verwoeste huis, januari 2023

Ondanks petities bij het Israëlische Hooggerechtshof werd op 4 mei 2022 besloten tot verwijdering van de inwoners van alle twaalf dorpjes. In mei en juni werden in Khirbet Al Fakhiet en Mirkez tientallen huizen verwoest, en werden vele slooporders in andere dorpjes uitgevaardigd.
In 1999 reeds werden 700 inwoners uit Khirbet A-Tuba en andere dorpjes verdreven. De Israëlische Muur volgt hier evenwel niet de grenslijn maar is op Palestijns grondgebied gebouwd, waardoor al een deel ervan bij Israël werd gevoegd.
Op 14 juni 2022 vielen Israëlische soldaten de dorpjes binnen en registreerden en fotografeerden inwoners. Die vrezen dat de gegevens zullen worden gebruikt om hen te verdrijven.

### Nederzettingen en buitenposten
Door nationalistische Israëlische kolonisten worden rondom de Palestijnse dorpjes in Masafer Yatta buitenposten - ook illegaal onder een Israëlische wet - gebouwd, die vervolgens uitgroeien tot Israëlische nederzettingen - illegaal onder internationaal recht-. Die nederzettingen zijn bestuurlijk onder de Israëlische Regionale raad van Har Hebron gebracht. Anno 2022 waren er ongeveer 40 buitenposten en ongeveer 5 grote nederzettingen met voornamelijk joodse kolonisten gevestigd. Voor die nederzettingen wordt water, elektriciteit, en worden wegen aangelegd terwijl deze voorzieningen van de Palestijnse boerenfamilies in februari 2019 met bulldozers verwoest en ontoegankelijk gemaakt waren .
Uit een geclassificeerd document uit 1979 van Ariël Sharon is gebleken dat het creëren van militaire zones op de Westelijke Jordaanoever tot doel heeft om het land aan kolonisten te overhandigen en daarmee etnische buffers te creëren. In 2000 waren in het weidegebied van 'vuurzone 918' al nieuwe structuren gebouwd van drie buitenposten van nederzettingen uit de omgeving.

#### Kolonistengeweld

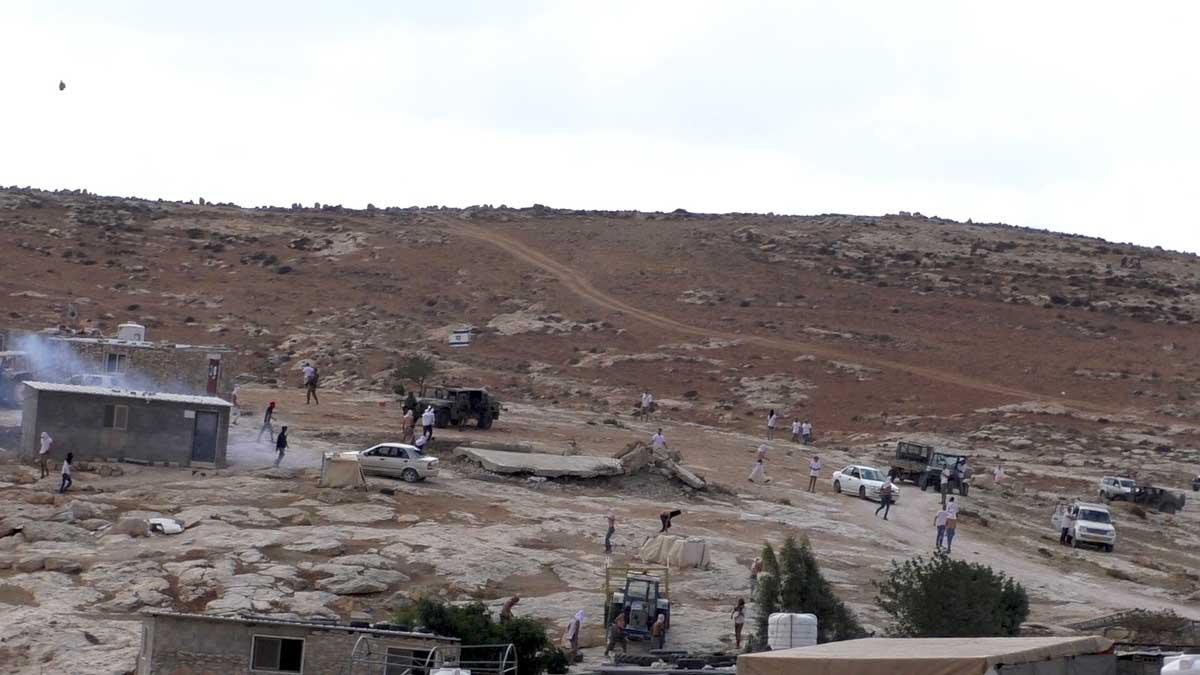
Aanval door kolonisten op Al-Mufakara, oktober 2021

De Palestijnse bewoners van Masafer Yatta hebben te lijden van deze kolonisten die regelmatig vernielingen plegen en de bewoners aanvallen; vaak onder toezicht of bescherming van het Israëlische bezettingsleger (IOF). Sinds december 2022, Kabinet-Netanyahu VI, is er een toename van aanvallen, mishandeling en intimidatie door groepjes kolonisten van wie sommigen vuurwapens hebben: diefstal of verwonding van dieren, brandstichting, vernieling van de oogst en van eigendommen, zelfs tot in hun huizen. Als de herders zich weren of een steen gooien kunnen ze door Israëlische militairen van het Israëlisch defensieleger (IDF) gearresteerd worden; soms wordt ook traangas tegen hen gebruikt.
Volgens Yesh Din, een Israëlische mensenrechtenorganisatie die het kolonisten-terrorisme registreert, heeft de Israëlische politie tussen 2005 en 2021 zo'n 81% van de klachten tegen Israëli niet onderzocht. En van alle onderzoeken werd meer dan 90% zonder telastlegging gesloten.

## Dreigende uitzettingen
De bewoners hebben te maken met dreiging van gedwongen evacuatie, verwoesting van woningen en andere gebouwen, ontzegging van land en daardoor van levensmiddelen. In 1999 waren Palestijnse families waren ook al met geweld verdreven en waren hun huizen, stallen en waterbronnen vernield. Sommigen keerden in 2000 terug en leven sindsdien onder bedreiging van verwoesting van hun huizen, kolonistengeweld en mishandeling door militairen. Mensenrechtenorganisaties, zoals ACRI en Rabbis for Human Rights hebben al diverse petities bij het Israëlische Hooggerechtshof ingediend. Acht van de twaalf Palestijnse dorpjes in Masafer Yatta stonden op de nominatie om verwoest te worden met gedwongen deportatie van de bewoners, omdat ze binnen de 'militaire vuurzone' van het Israëlische defensieleger (IDF) liggen. Die 8 dorpjes hadden ongeveer 1000 inwoners.. Op 16 februari 2016 werden reeds twee dorpjes verwoest, Jenbah en Halawi. terwijl de Israëlische regering in mei 2016 nog steeds geen verklaring had geven waarom deze militaire zone nodig zou zijn. 
Een wettig oordeel uit naam van de militaire advocaat-generaal hield in dat evacuatie van de burgerbevolking ten behoeve van militaire oefeningen verboden was. De rechter beval gedurende de hoorzitting ten aanzien van de petitie dat er in Masafer Yatta geen gebied tot 'vuurzone en oefenzone' verklaard had moeten worden.

## Versnelde landconfiscatie door Israël
Israël gaat echter versneld door om rond Yatta land te verkrijgen voor uitbreiding van de nederzettingen. Volgens het Applied Research Institute Jeruzalem (ARIJ) woonden er begin 2019 reeds 3000 kolonisten in de uitsluitend joodse illegale nederzettingen. Een school is verwoest, er mag niets meer gebouwd worden. De watertoevoer naar 17 bevolkingscentra in Masafer (regio) Yatta, met in totaal zo'n 1500 inwoners, is afgesloten, en aanleg van wegen en levering van basisvoorzieningen wordt verhinderd.
Op 28 september 2021 vielen ongeveer 10 gemaskerde mannen, kolonisten uit de naburige buitenposten gewapend met knuppels en een met een mes, twee schaapherders met hun kuddes en kinderen aan in het buitengebied van Khirbet al-Mufaqarah. Daarbij staken ze vier schapen dood en verwondden er een. Daarna vielen nog tientallen andere kolonisten met auto's en ATV' het dorp binnen en vernielden voertuigen, zonnepanelen, huizen en vielen inwoners aan tot in hun huizen. Soldaten spoten traangas om de aanvallers te verjagen. Enkele mensen en een kind werden gewond. Na ruim een uur vertrokken de kolonisten naar het nabijgelegen At-Tuwani waar ze op dezelfde manier huishielden. De aanvallen, die regelmatig plaatsvinden worden door de Verenigde Staten en de Europese Unie veroordeeld, minister Lapid noemde het terreur. De verantwoordelijke legerbevelhebber voor de Westelijke Jordaanoever, Yehuda Fox, bezocht de volgende dag het dorp en zei dat het leger zich inzet voor de veiligheid van alle bewoners in het gebied.
B'Tselem, het Israëlische Informatiecentrum voor Mensenrechten in de Bezette Gebieden, rapporteerde in november 2023 dat Israël de oorlog oorlog in Gaza gebruikt om in versneld tempo de Palestijnse herdergemeenschappen in Zone-C van de Westelijke Jordaanoever ten oosten van Ramallah, in de vallei van de Jordaan (Jordaanvallei) en in de heuvels ten zuiden van Hebron (inclusief de militaire vuurzone 918) met geweld te deporteren. Bewapende kolonisten dringen dag en nacht hun woningen binnen, vallen hen aan, brengen vernielingen aan, nemen hun mobiele telefoons af en dreigen hen soms te vermoorden als ze niet op korte termijn vertrekken.
Op 10 februari 2025 stormden de bezettingstroepen met zware bulldozers het dorpje Khallet al-Dabaa, dat onder het dorpsbestuur van At-Tuwani valt, binnen. Ze verwoestten de huizen en de grot, sloopten alle elektriciteitsvoorzieningen in het gebied er omheen en walsten de bomen en gewassen rond de huizen plat. De familie Dababsa, bestaande uit 40 personen waaronder veel kinderen en vrouwen, aan wie de huizen en opstallen toebehoorden werden daarmee getroffen en verdreven. Inwoners beschreven het als de tot op heden grootste verwoesting.

## Documentaire 'No Other Land'
De jonge Palestijnse activist Basel uit At-Tuwani in  Masafer Yatta strijdt al sinds zijn jeugd tegen de militaire onderdrukking en massale verdrijving van zijn gemeenschap door de Israëlische autoriteiten. Hij documenteert de verwoesting van dorpen in zijn regio, waar Israëlische soldaten geleidelijk huizen slopen en bewoners worden verjaagd. Op een bepaald moment ontmoet hij Yuval, een Israëlische journalist. Er ontstaat een onwaarschijnlijke vriendschap tussen hen, hoewel ze in gescheiden 'werelden' leven op slechts 3O minuten afstand van elkaar; Basel constant onder militaire onderdrukking en geweld, Yuval in vrijheid en veiligheid. Met een Palestijns-Israëlisch collectief maakten ze de tussen 2019 en 2023 de documentaire "No Other Land", die in februari 2024 in première ging op het Internationaal filmfestival van Berlijn. Na een speech bij de ontvangst van hun prijs waarin ze ingingen op de situatie in Masafer Yatta ontving Yuval doodsbedreigingen. De Israëlische nieuwszender Channel 11 noemde het 'antisemitisch'.
Op 24 maart 2025 werd de Palestijnse regisseur Hamdan Ballal in zijn geboortedorp en woonplaats Susiya in Masafer Yatta tijdens een iftarmaaltijd omringd en aangevallen door een groep van ongeveer 15 gewapende en gemaskerde Israëlische kolonisten. De Israëlische politie en het leger waren er bij maar lieten de kolonisten hun gang gaan. Mishandeld en bebloed werd Ballal gearresteerd, en geblinddoekt meegevoerd door het IDF. De dag daarop werd hij weer vrijgelaten.